# Dent de Broc
Dent de Broc är en bergstopp i Schweiz.   Den ligger i distriktet Gruyère och kantonen Fribourg, i den sydvästra delen av landet, 50 km sydväst om huvudstaden Bern. Toppen på Dent de Broc är 1 829 meter över havet, eller 338 meter över den omgivande terrängen. Bredden vid basen är 2,3 km.
Terrängen runt Dent de Broc är kuperad norrut, men söderut är den bergig. Närmaste större samhälle är Bulle, 6,4 km nordväst om Dent de Broc. 
I omgivningarna runt Dent de Broc växer i huvudsak blandskog. Runt Dent de Broc är det glesbefolkat, med 15 invånare per kvadratkilometer.